# Groupe 5 des éliminatoires du Championnat d'Europe féminin de football 2013
Cet article donne les résultats des matchs du groupe 5 des éliminatoires de l'Euro 2013.

## Classement
| Rang | Équipe      | Pts | J | G | N | P | Bp | Bc | Diff |  | Résultats (▼ dom., ► ext.) |     |     |     |     |     |
| ---- | ----------- | --- | - | - | - | - | -- | -- | ---- |  | -------------------------- | --- | --- | --- | --- | --- |
| 1    | Finlande    | 19  | 8 | 6 | 1 | 1 | 22 | 4  | +18  |  | Finlande                   |     | 0-1 | 4-0 | 2-0 | 6-0 |
| 2    | Ukraine     | 16  | 8 | 5 | 1 | 2 | 18 | 4  | +14  |  | Ukraine                    | 1-2 |     | 0-1 | 0-0 | 5-0 |
| 3    | Biélorussie | 13  | 8 | 4 | 1 | 3 | 10 | 17 | -7   |  | Biélorussie                | 2-2 | 0-5 |     | 1-0 | 2-1 |
| 4    | Slovaquie   | 10  | 8 | 3 | 1 | 4 | 8  | 7  | +1   |  | Slovaquie                  | 0-1 | 0-2 | 3-0 |     | 3-1 |
| 5    | Estonie     | 0   | 8 | 0 | 0 | 8 | 5  | 31 | -26  |  | Estonie                    | 0-5 | 1-4 | 2-4 | 0-2 |     |

## Résultats et calendrier
| 1re journée            | Biélorussie                       | 2 – 1   | Estonie    | Gorodskoi, Molodechno       |                             |
| 25 août 2011 15:30 HEC | Novikova 31e · Aniskovtseva 45+1e | (2 - 0) | Emajõe 71e | Arbitrage : Floares Ionescu | Arbitrage : Floares Ionescu |
| 25 août 2011 15:30 HEC | Rapport                           |         |            | Arbitrage : Floares Ionescu | Arbitrage : Floares Ionescu |

| 2e journée                  | Estonie   | 1 – 4   | Ukraine                             | A. Le Coq Arena, Tallinn     |                              |
| 18 septembre 2011 18:00 HEC | Aarna 90e | (0 - 4) | Dyatel 2e 21e · Apanaschenko 9e 19e | Arbitrage : Aneliya Sinabova | Arbitrage : Aneliya Sinabova |
| 18 septembre 2011 18:00 HEC | Rapport   |         |                                     | Arbitrage : Aneliya Sinabova | Arbitrage : Aneliya Sinabova |

| 3e journée                | Ukraine | 0 – 0   | Slovaquie | State Olympic Educational Sport Center "Chernigiv", Chernigov |                          |
| 22 octobre 2011 15:00 HEC |         | (0 - 0) |           | Arbitrage : Dilan Gökçek                                      | Arbitrage : Dilan Gökçek |
| 22 octobre 2011 15:00 HEC | Rapport |         |           | Arbitrage : Dilan Gökçek                                      | Arbitrage : Dilan Gökçek |

| 22 octobre 2011 | Finlande                                                               | 6 – 0   | Estonie | ISS, Vantaa             |                         |
| 18:00 HEC       | Linda Sällström 33e 62e 71e · Maija Saari 48e 87e · Annica Sjölund 55e | (1 - 0) |         | Arbitrage : Morag Pirie | Arbitrage : Morag Pirie |
| 18:00 HEC       | Rapport                                                                |         |         | Arbitrage : Morag Pirie | Arbitrage : Morag Pirie |

| 4e journée                | Slovaquie                                            | 3 – 1   | Estonie       | The Slovak FA National Training Centre, Senec |                        |
| 26 octobre 2011 16:00 HEC | Veronika Klechová 18e 45e · Dominika Škorvánková 27e | (3 - 1) | 4e Katrin Loo | Arbitrage : Amy Rayner                        | Arbitrage : Amy Rayner |
| 26 octobre 2011 16:00 HEC | Rapport                                              |         |               | Arbitrage : Amy Rayner                        | Arbitrage : Amy Rayner |

| 27 octobre 2011 | Biélorussie                   | 2 – 2   | Finlande                | Gorodskoi, Molodechno  |                        |
| 13:00 HEC       | Ekaterina Avkhimovich 42e 51e | (1 - 1) | 15e 50e Linda Sällström | Arbitrage : Rhona Daly | Arbitrage : Rhona Daly |
| 13:00 HEC       | Rapport                       |         |                         | Arbitrage : Rhona Daly | Arbitrage : Rhona Daly |

| 5e journée                 | Slovaquie                                                         | 3 – 0   | Biélorussie | The Slovak FA National Training Centre, Senec |                          |
| 19 novembre 2011 16:00 HEC | Ivana Bojdová 52e · Veronika Klechová 71e · Diana Bartovičová 89e | (0 - 0) |             | Arbitrage : Tanja Schett                      | Arbitrage : Tanja Schett |
| 19 novembre 2011 16:00 HEC | Rapport                                                           |         |             | Arbitrage : Tanja Schett                      | Arbitrage : Tanja Schett |

| 6e journée                 | Ukraine | 0 – 1   | Biélorussie          | Avangard stadium, Yalta |                        |
| 24 novembre 2011 14:00 HEC |         | (0 - 1) | 5e Olga Aniskovtseva | Arbitrage : Amy Rayner  | Arbitrage : Amy Rayner |
| 24 novembre 2011 14:00 HEC | Rapport |         |                      | Arbitrage : Amy Rayner  | Arbitrage : Amy Rayner |

| 7e journée             | Slovaquie | 0 – 1   | Finlande               | The Slovak FA National Training Centre, Senec |                          |
| 31 mars 2012 17:30 HEC |           | (0 - 0) | 92e (csc) Eva Kolenová | Arbitrage : Gyöngyi Gaál                      | Arbitrage : Gyöngyi Gaál |
| 31 mars 2012 17:30 HEC | Rapport   |         |                        | Arbitrage : Gyöngyi Gaál                      | Arbitrage : Gyöngyi Gaál |

| 8e journée             | Finlande                                | 2 – 0   | Slovaquie | ISS, Vantaa                 |                             |
| 5 avril 2012 18:30 HEC | Emmi Alanen 24e · Marianna Tolvanen 91e | (1 - 0) |           | Arbitrage : Carina Vitulano | Arbitrage : Carina Vitulano |
| 5 avril 2012 18:30 HEC | Rapport                                 |         |           | Arbitrage : Carina Vitulano | Arbitrage : Carina Vitulano |

| 5 avril 2012 | Ukraine                                                                   | 5 – 0   | Estonie | Sport Complex, Sevastopol              |                                        |
| 18:00 HEC    | Daryna Apanaschenko 18e 28e 70e · Lyudmyla Pekur 30e · Tetyana Chorna 33e | (4 - 0) |         | Arbitrage : Mihaela Gurdon Basimamović | Arbitrage : Mihaela Gurdon Basimamović |
| 18:00 HEC    | Rapport                                                                   |         |         | Arbitrage : Mihaela Gurdon Basimamović | Arbitrage : Mihaela Gurdon Basimamović |

| 9e journée   | Ukraine | –   | Finlande | State Olympic Educational Sport Center "Chernigiv", Chernigov |  |
| 16 juin 2012 |         | (-) |          |                                                               |  |

| 16 juin 2012 | Estonie | –   | Biélorussie | Tehvandi, Otepää |  |
| 15:00 HEC    |         | (-) |             |                  |  |

| 10e journée  | Slovaquie | –   | Ukraine | The Slovak FA National Training Centre, Senec |  |
| 20 juin 2012 |           | (-) |         |                                               |  |

| 20 juin 2012 | Finlande | –   | Biélorussie |  |
|              |          | (-) |             |  |

| 11e journée            | Estonie | –   | Slovaquie | Stade Haapsalu, Haapsalu |  |
| 25 août 2012 15:00 HEC |         | (-) |           |                          |  |

| 12e journée       | Estonie | –   | Finlande |  |  |
| 15 septembre 2012 |         | (-) |          |  |  |

| 15 septembre 2012 | Biélorussie | –   | Ukraine |  |
|                   |             | (-) |         |  |

| 13e journée       | Biélorussie | –   | Slovaquie |  |  |
| 19 septembre 2012 |             | (-) |           |  |  |

| 19 septembre 2012 | Finlande | –   | Ukraine |  |
|                   |          | (-) |         |  |